# Abdurahman Kahrimanović
Abdurahman Kahrimanović (Zenica, 3 marzo 1975) è un ex cestista bosniaco.

## Carriera
Con la Bosnia ed Erzegovina ha disputato i Campionati europei del 1999.